# Sacedón
Sacedón és un municipi de la província de Guadalajara, a la comunitat autònoma de Castella-La Manxa.

## Demografia
| Variació demogràfica del municipi entre 1991 i 2006 | Variació demogràfica del municipi entre 1991 i 2006 | Variació demogràfica del municipi entre 1991 i 2006 | Variació demogràfica del municipi entre 1991 i 2006 | Variació demogràfica del municipi entre 1991 i 2006 |
| --------------------------------------------------- | --------------------------------------------------- | --------------------------------------------------- | --------------------------------------------------- | --------------------------------------------------- |
| 1991                                                | 1996                                                | 2001                                                | 2004                                                | 2006                                                |
| 1633                                                | 1585                                                | 1541                                                | 1626                                                | 1.758                                               |

## Agermanaments
- Artics